# Raków II Częstochowa

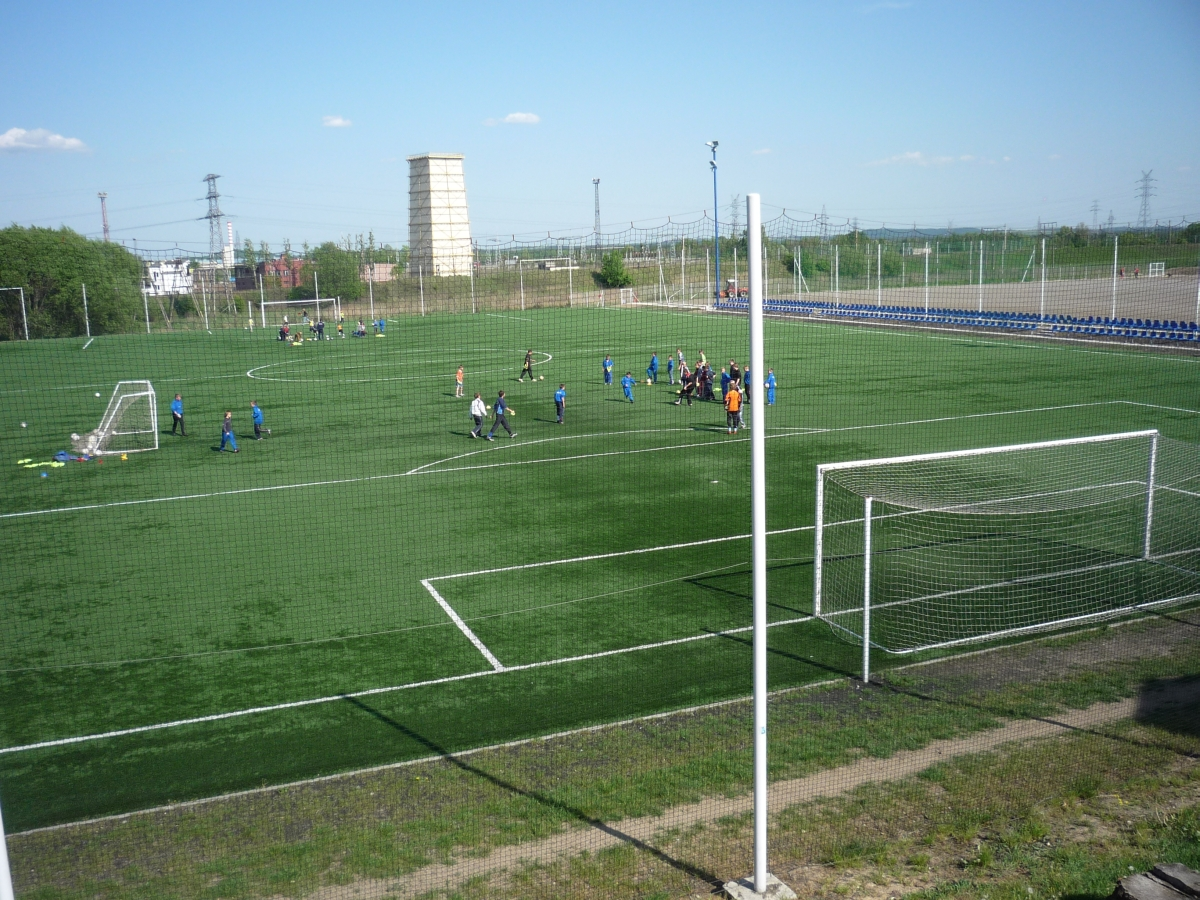
Boisko treningowe przy MSP, na którym gra Raków II Częstochowa

Raków II Częstochowa – klub sportowy z Częstochowy, zespół rezerw Rakowa Częstochowa. W swojej historii zespół występował na III szczeblu rozgrywkowym przez trzy sezony. W latach 2022–2024 rozgrywał swoje mecze w III lidze, gr. III (IV poziom rozgrywkowy).

## Historia

### Największy sukces (lata 90. XX wieku)
W sezonie 1995/96 klub po raz pierwszy wystąpił na III szczeblu rozgrywkowym. W grupie górnośląskiej III ligi Raków II zajął 11. miejsce, co jest najwyższym miejscem w historii na tym szczeblu rozgrywkowym. W III lidze zespół rozegrał jeszcze dwa sezony (1996/97 - 12. miejsce, 1997/98 - 15. miejsce), po czym spadł do IV ligi. Na IV szczeblu rozgrywkowym klub utrzymał się jednak tylko 2 sezony, po czym w sezonie 1999/2000 spadł do klasy okręgowej.

### Lata 2005-2013 (klasa B, klasa A, klasa okręgowa)
W sezonie 2005/06 Raków II Częstochowa został ponownie zgłoszony do rozgrywek. Pierwszy sezon rozegrany w klasie B, gr. Częstochowa I zakończył się zdobyciem 1. miejsca przez zespół z Częstochowy, co pozwoliło na awans do klasy A. W niej klub spędził dwa kolejne sezony, po których awansował do klasy okręgowej. W częstochowskiej grupie klasy okręgowej Raków II spędził 5 sezonów, w czasie których drużyna zajmowała miejsca w środku tabeli. Dopiero sezon 2012/13 zakończył się zdobyciem 1. miejsca w grupie, co umożliwiło awans do IV ligi.

### Lata 2013-2022 (IV liga)
W IV lidze Raków II Częstochowa spędził 9 lat, w czasie których dwukrotnie wygrywał rozgrywki swoją grupę. W jednym przypadku przegrał on jednak baraże o awans do III ligi (2020/21 przeciwko Odrze Wodzisław Śląski). Drugi przypadek z kolei zakończył się awansem po barażach (2021/22 przeciwko GKS-owi II Tychy).

### Od 2022 roku (III liga)
W pierwszym sezonie na IV poziomie rozgrywkowym od sezonu 1999/2000 Raków II Częstochowa zajął 2. miejsce tracąc do 1. Polonii Bytom 10 punktów. Drugi sezon zakończył się dużo gorzej – zespół zajął 17. miejsce i spadł do IV ligi.

## Sukcesy
- 11. miejsce w grupie III ligi w sezonie 1995/1996
- IV runda Pucharu Polski w sezonie 1996/1997

## Bilans ligowy
| Sezon   | Liga                                    | Poziom ligowy                        | Miejsce                              | Punkty                               | Bramki                               | Uwagi                                | Puchar Polski (rozgrywki centralne) |
| ------- | --------------------------------------- | ------------------------------------ | ------------------------------------ | ------------------------------------ | ------------------------------------ | ------------------------------------ | ----------------------------------- |
| 1957    | klasa B, grupa IV (Częstochowa)         | V                                    | 9/11                                 | 12                                   | 49-67                                |                                      |                                     |
| 1959    | klasa C, gr. I (Częstochowa)            | VI                                   |                                      |                                      |                                      |                                      |                                     |
| 1965/66 | klasa A                                 | IV                                   |                                      |                                      |                                      |                                      |                                     |
| 1966/67 | klasa A, gr. Częstochowa                | IV                                   |                                      |                                      |                                      |                                      |                                     |
| 1968/69 | klasa A, gr. Zawiercie                  | V                                    | 2/16                                 | 45                                   | 62-30                                |                                      |                                     |
| 1971/72 | liga okręgowa, gr I (Katowice)          | IV                                   | 9/16                                 | 14                                   | 15-19                                |                                      |                                     |
| 1980/81 |                                         |                                      |                                      |                                      |                                      |                                      | I runda                             |
| 1981/82 |                                         |                                      |                                      |                                      |                                      |                                      | II runda                            |
| 1995/96 | III liga, gr. górnośląska               | III                                  | 11/18                                | 42                                   | 47-53                                |                                      |                                     |
| 1996/97 | III liga, gr. górnośląska               | III                                  | 12/18                                | 45                                   | 50-51                                |                                      | IV runda                            |
| 1997/98 | III liga, gr. górnośląska               | III                                  | 15/18                                | 34                                   | 41-55                                | spadek                               | runda wstępna                       |
| 1998/99 | IV liga, gr. Częstochowa-Opole-Katowice | IV                                   | 3/18                                 | 61                                   | 55-32                                |                                      | I runda                             |
| 1999/00 | IV liga, gr. Częstochowa-Opole-Katowice | IV                                   | 18/18                                | 20                                   | 30-84                                | [ a ]                                | I runda                             |
| 2000/01 | brak występów w rozgrywkach ligowych    | brak występów w rozgrywkach ligowych | brak występów w rozgrywkach ligowych | brak występów w rozgrywkach ligowych | brak występów w rozgrywkach ligowych | brak występów w rozgrywkach ligowych | runda wstępna                       |
| 2001/02 | brak występów w rozgrywkach ligowych    | brak występów w rozgrywkach ligowych | brak występów w rozgrywkach ligowych | brak występów w rozgrywkach ligowych | brak występów w rozgrywkach ligowych | brak występów w rozgrywkach ligowych |                                     |
| 2002/03 | brak występów w rozgrywkach ligowych    | brak występów w rozgrywkach ligowych | brak występów w rozgrywkach ligowych | brak występów w rozgrywkach ligowych | brak występów w rozgrywkach ligowych | brak występów w rozgrywkach ligowych |                                     |
| 2003/04 | brak występów w rozgrywkach ligowych    | brak występów w rozgrywkach ligowych | brak występów w rozgrywkach ligowych | brak występów w rozgrywkach ligowych | brak występów w rozgrywkach ligowych | brak występów w rozgrywkach ligowych |                                     |
| 2004/05 | brak występów w rozgrywkach ligowych    | brak występów w rozgrywkach ligowych | brak występów w rozgrywkach ligowych | brak występów w rozgrywkach ligowych | brak występów w rozgrywkach ligowych | brak występów w rozgrywkach ligowych |                                     |
| 2005/06 | klasa B, gr. Częstochowa I              | VII                                  | 1/14                                 | 69                                   | 198-20                               | awans                                |                                     |
| 2006/07 | klasa A, gr. Częstochowa I              | VI                                   | 2/14                                 | 61                                   | 101-33                               |                                      |                                     |
| 2007/08 | klasa A, gr. Częstochowa I              | VI                                   | 1/14                                 | 68                                   | 108-18                               |                                      |                                     |
| 2008/09 | klasa okręgowa, gr. Częstochowa         | VI                                   | 4/18                                 | 61                                   | 74-52                                | [ b ]                                |                                     |
| 2009/10 | klasa okręgowa, gr. Częstochowa         | VI                                   | 6/16                                 | 50                                   | 58-39                                |                                      |                                     |
| 2010/11 | klasa okręgowa, gr. Częstochowa         | VI                                   | 11/16                                | 37                                   | 32-43                                |                                      |                                     |
| 2011/12 | klasa okręgowa, gr. Częstochowa         | VI                                   | 10/17                                | 43                                   | 51-61                                |                                      |                                     |
| 2012/13 | klasa okręgowa, gr. Częstochowa         | VI                                   | 1/16                                 | 74                                   | 100-24                               | awans                                |                                     |
| 2013/14 | IV liga, gr. śląska I                   | V                                    | 9/16                                 | 43                                   | 53-47                                |                                      |                                     |
| 2014/15 | IV liga, gr. śląska I                   | V                                    | 4/15                                 | 45                                   | 67-41                                | [ c ]                                |                                     |
| 2015/16 | IV liga, gr. śląska I                   | V                                    | 11/16                                | 39                                   | 61-57                                |                                      |                                     |
| 2016/17 | IV liga, gr. śląska I                   | V                                    | 11/18                                | 45                                   | 59-63                                |                                      |                                     |
| 2017/18 | IV liga, gr. śląska I                   | V                                    | 13/16                                | 29                                   | 47-89                                | [ d ]                                |                                     |
| 2018/19 | IV liga, gr. śląska I                   | V                                    | 10/16                                | 37                                   | 67-54                                |                                      |                                     |
| 2019/20 | IV liga, gr. śląska I                   | V                                    | 9/16                                 | 20                                   | 26-28                                | [ e ]                                |                                     |
| 2020/21 | IV liga, gr. śląska I                   | V                                    | 1/17                                 | 69                                   | 68-22                                | przegrane baraże o awans             |                                     |
| 2021/22 | IV liga, gr. śląska I                   | V                                    | 1/16                                 | 80                                   | 99-20                                | awans po barażach                    |                                     |
| 2022/23 | III liga, gr. III                       | IV                                   | 2/18                                 | 65                                   | 64-34                                |                                      |                                     |
| 2023/24 | III liga, gr. III                       | IV                                   | 17/18                                | 32                                   | 43-66                                | spadek                               |                                     |
| 2024/25 | IV liga, grupa śląska                   | V                                    | 2/19                                 | 71                                   | 100-63                               | ; przegrane baraże o awans           |                                     |